# (12727) Cavendish
(12727) Cavendish (1991 PB20) – planetoida z grupy pasa głównego asteroid okrążająca Słońce w ciągu 3,43 lat w średniej odległości 2,27 j.a. Odkryta 14 sierpnia 1991 roku.